# Assean Lake
Assean Lake är en sjö i Kanada.   Den ligger i provinsen Manitoba, i den östra delen av landet, 1 900 km nordväst om huvudstaden Ottawa. Assean Lake ligger 176 meter över havet. Arean är 77 kvadratkilometer. Den sträcker sig 19,5 kilometer i nord-sydlig riktning, och 32,5 kilometer i öst-västlig riktning.
Trakten runt Assean Lake är nära nog obefolkad, med mindre än två invånare per kvadratkilometer.